# Tchaïkino
Tchaïkino (en russe : Чайкино, en allemand : Rinau) est un village de l'oblast de Kaliningrad en Russie.

## Géographie
Tchaïkino est situé à 24 kilomètres au nord-est de la capitale de l'oblast Kaliningrad sur la route municipale 27K-070 entre Ouzlovoïe (de) et Dobrino sur la route régionale 27A-024 (ex A190). À Tchaïkino, la route communale 27K-402 bifurque vers Liski, à deux kilomètres. La gare la plus proche est celle de Dobrino sur la ligne ferroviaire Kaliningrad – Sovetsk.

## Histoire
L'ancien Rinau appelé Gutsdorf a été fondé en 1258. De 1874 à 1928 le village est le siège et le lieu éponyme du district de Rinau et appartient à l'arrondissement de Königsberg dans le district de Königsberg en province de Prusse-Orientale.
En 1910, Rinau compte 361 habitants. Le 30 septembre 1928, il perd son indépendance et est incorporé à Kropiens (aujourd'hui en russe : Gaïevo (de)). Dans le même temps, le quartier de Rinau, qui jusqu'alors ne comprenait que le quartier seigneurial de Rinau, est dissous.
En 1945, Rinau est incorporé à l'Union soviétique et reçoit son nom actuel en 1947. De 2008 à 2013, Tchaïkino appartient à la municipalité rurale de Khrabrovo (de) avant d'entrer dans le district urbain de Gourievsk.

## Démographie
Recensements et estimations de la population,:
| 2002* | 2010* | - |
| ----- | ----- | - |
| 47    | 53    | - |